# Adolph von Danckelmann (Legationsrat)
Adolph Albrecht Friedrich Wilhelm Freiherr von Danckelmann, auch Dankelmann, (* 5. November 1779 in Chinsura, Westbengalen; † 29. November 1820) war ein Geologe, sächsischer Legationsrat und Oberbergrat.

## Leben
Er stammte aus der Adelsfamilie von Danckelmann. Sein Vater Wilhelm von Danckelmann war niederländischer Kronfiskal in Ostindien. Nach dessen frühen Tod heiratete die Mutter Cornelia Helena Baumgardt den Bruder
Ludwig Philipp Gottlob von Danckelmann und zog mit den Kindern auf dessen Güter in Lodersleben in Thüringen.
Adolf von Danckelmann studierte an der Bergakademie in Freiberg. Danach war er einige Zeit am Hof in Weimar, den er nach einem Duell jedoch verlassen  musste.
Danckelmann segelte 1802 mit einer Expedition der Niederländischen Ostindien-Kompanie unter General Jansen nach Batavia (Djakarta) in Ostindien und machte dort einige mineralogische Studien. Auf der Rückreise blieb er 1803 in Südafrika (Cap-Colonie) und führte im Auftrag der dortigen Administration umfangreiche geologische und mineralogische Untersuchungen durch. 1805 kehrte er nach Weimar zurück.
Sein Bruder William Freiherr von Danckelmann überließ ihm und seinem jüngsten Bruder Cornelius zwei Drittel der vom Vater 1802 abgetretenen Hälfte der beiden Rittergüter in Lodersleben (genannt das Schuttsacksche und das Marschallsche Gut).
1806 wurde Adolph von Danckelmann Bergamtsassessor in Coburg.
Seit 1809 war er Legationsrat und Resident des Königreichs Sachsen in Danzig und blieb dies bis 1810.
1817 wurde Danckelmann zum Oberbergrat im Herzogtum Sachsen-Coburg ernannt.
Er starb kurz nach seinem 41. Geburtstag an Wassersucht.
Adolph von Danckelmann veröffentlichte einige Schriften über seine mineralogischen Studien.
Er heiratete 1806 Marianna Jagemann (* März 1784; † 28. Mai 1858), eine Schwester der Schauspielerin Karoline Jagemann und des Malers Ferdinand Jagemann. Die Ehe wurde 1815 wieder geschieden. Aus ihr ging u. a. hervor:
- Marianne (Mariana, Mary) (* 30. Juni 1807; † 3. Juni 1831[6]) ⚭ 1830 James Rocheid of Inverleith (* 1809; † 3. März 1840)[7]
- Camillo Carl (* 25. April 1811; † 13. April 1858[8]) ⚭ Malwina von Niesemeuschel (* 13. Oktober 1813; † 14. April 1848)